# Passage Sainte-Catherine
Le passage de Sainte Catherine (estonien : Katariina käik) est un passage piéton d'origine médiévale, dans le centre historique de Tallinn en Estonie.

## Lieu
La passage relie la rue Vene tänav à l'ouest à la rue Müürivahe tänav à l'est et débouche entre les bâtiments 12 et 14-35 de la rue Müürivahe tänav.
C'est un chemin piétonnier typique avec des pavés datant de l'époque médiévale .

## Étymologie
Il est appelé Sainte Catherine , car il se dresse sur les restes d'une partie du monastère Sainte-Catherine de Tallinn. 